# Gamla Ullevi
Ne pas confondre avec le stade Ullevi.
Gamla Ullevi (Vieil Ullevi), appelé simplement Ullevi depuis 1958 et la construction du Nya Ullevi, est un stade de football situé à Göteborg en Suède. Il est ouvert en 1916 et a une capacité de 15 000 à 18 000 places, en fonction de l'usage qui en est fait.
Son affluence maximale est de 32 357 personnes lors du match opposant le 2 mai 1957 l'Örgryte IS à l'IF Elfsborg.
Le stade est démoli en janvier 2007, pour laisser place au nouveau Gamla Ullevi ouvert en avril 2009.
Il possède trois clubs résidents : l'IFK Göteborg, l'Örgryte IS et le GAIS.

## Événements
- Finale de la Ligue des champions féminine de l'UEFA 2020-2021